# Helensburgh (Nouvelle-Zélande)
Helensburgh  est une banlieue de la cité de Dunedin dans la région d’Otago située dans l’Île du Sud de la Nouvelle-Zélande.

## Situation
La localité est localisée au nord-ouest du centre de la cité de Dunedin.
Helensburgh est localisée immédiatement au nord de la banlieue de Wakari et à l’est de celle de Halfway Bush.
Elle s’étale sur une série de petites rues en croissant, qui se branchent en dehors du côté nord d’Helensburgh Road et aussi en dehors de Wakari Road, qui circule grossièrement parallèle à Helensburgh Road à quelque 300 m au nord-ouest de celle-ci (ce qui signifie que Helensburgh Road est largement située dans la banlieue de Wakari, et Wakari Road est en fait largement située dans la banlieue de Helensburgh).
Wakari Road est une longue route semi-rurale, très droite, qui relie Taieri Road avec la banlieue de  Glenleith, à 1,7 km vers le nord-est, par un trajet le long de la plantation forestière entourant le réservoir de Ross Creek (en).
Helensburgh est aussi longé au nord-est par le parcours de golf de Balmacewen.

## Démographie
Le secteur d'Helensburgh couvre une surface de 1,46 km2 et a une population estimée de 1 230 habitants en juin 2021 avec une densité de population de 842 personnes par km2.
La localité d’Helensburgh avait une population de 1,188 résidents lors du recensement de 2018 en Nouvelle-Zélande, en augmentation de 15 personnes (soit 1,3 %) depuis le recensement de 2013 en Nouvelle-Zélande et une augmentation de 117 personnes (soit 10,9 %) depuis le recensement de 2006 en Nouvelle-Zélande.
Il y avait 456 logements.
On comptait 570 hommes et 615 femmes, donnant un sexe ratio de 0,93 homme pour une femme.
L’âge médian était de 40 ans (comparé avec les 37,4 ans au niveau national), avec 234 personnes (soit 19,7 %) âgées de moins de 15 ans, 216 personnes (soit 18,2 %) âgées de 15 à 29 ans, 552 personnes (soit 46,5 %) âgées de 30 à 64 ans, et 183 personnes (soit 15,4 %) âgées de 65 ans ou plus.
L’ethnicité était pour 89,9  % européens/Pākehā, 7,1 % Māori, 1,8 % personnes du Pacifique, 7,6 % asiatiques et 2,3 % d’autres ethnicités (le total peut faire plus de 100 % dès lors qu’une personne peut s’identifier à de multiples ethnies).
La proportion de personnes nées outre-mer était de 17,9 %, comparée avec les 27,1 % au niveau national.
Bien que certaines personnes objectent à donner leur religion, 56,1 % n’avaient aucune religion, 34,6 % étaient chrétiens, 1,0 % étaient hindouistes, 0,3 % étaient musulmans, 0,5 % étaient bouddhistes et 2,0 % avaient une autre religion.
Parmi ceux d’au moins 15 ans d’âge, 285 personnes (soit 29,9 %) avait un niveau de bachelier ou un degré supérieur et 111 personnes (soit 11,6 %) n’avaient aucune qualification formelle.
Le revenu médian était de 39,800 $, comparé avec les 31,800 $ au niveau national.
183 personnes (soit 19,2 %) gagnaient plus de 70,000 $ comparés aux 17,2 % au niveau national.
Le statut d’emploi de ceux d’au moins 15 ans était pour 525 personnes (soit 55,0 %) employés à plein temps, 144 personnes (soit 15,1 %) étaient à temps partiel et 21 personnes (soit 2,2 %) étaient sans emploi.